# Marquesia acuminata
Marquesia acuminata är en tvåhjärtbladig växtart som först beskrevs av Ernest Friedrich Gilg, och fick sitt nu gällande namn av Robert Elias Fries. Marquesia acuminata ingår i släktet Marquesia och familjen Dipterocarpaceae. Inga underarter finns listade i Catalogue of Life.